# Merdeka 118
Der Merdeka 118, zuvor KL 118 und PNB 118, ist ein Wolkenkratzer mit 118 Stockwerken in der malaysischen Hauptstadt Kuala Lumpur. Der Turm ist mit 678,9 m das höchste Gebäude in Malaysia, das höchste Gebäude in Südostasien, das zweithöchste Bauwerk der Welt und auch das zweithöchste Gebäude der Welt.

## Baugeschichte
Erstmals wurde das Projekt 2010 der Öffentlichkeit vorgestellt. Der Tiefbau begann 2014, der Bau des Gebäudes erst 2018. Im Juni 2021 war es bereits zu 81 % fertiggestellt, am 12. Oktober wurde die Endhöhe einschließlich Spitze von 644 m erreicht. Somit übertraf das Hochhaus den Shanghai Tower sowie den Landmark 81 als höchstes Gebäude Südostasiens und ist fortan zweithöchstes Gebäude der Welt. Der Bau kostete schätzungsweise 1,57 Milliarden US-Dollar.

## Beschreibung
Der Wolkenkratzer ist 678,9 Meter hoch, die Dachhöhe beträgt rund 500 Meter, es folgt eine fast 150 Meter hohe Spitze, die jedoch zur Gebäudestruktur gehört.
Der Name ist von den 118 Stockwerken abgeleitet, die das Gebäude umfasst.
Der Zusatz Merdeka steht im Malaysischen für Unabhängigkeit. Der Standort des Gebäudes liegt nahe dem Unabhängigkeitsstadion, in dem 1957 die Unabhängigkeitserklärung der Föderation Malaya von Großbritannien verlesen wurde.

## Nutzung
Im Merdeka 118 enthalten 83 Etagen Büros. Davon werden 60 vom Bauherren Permodalan Nasional Berhad (PNB) genutzt. Außerdem befinden sich auf 12 Etagen 202 Hotelzimmer und auf 5 Etagen 20 Apartments.
| Etage   | Nutzungsart                                                    |
| ------- | -------------------------------------------------------------- |
| 118     | VIP Lounge                                                     |
| 115–117 | The View At 118 (Skydeck)                                      |
| 114     | The View At 118 (Aussichtsplattform)                           |
| 113     | Luxusrestaurant                                                |
| 112     | Technische Etage                                               |
| 100–111 | Park Hyatt Kuala Lumpur (Hotel)                                |
| 99      | Fitnesscenter, Spa and Pool (Hotel)                            |
| 97–98   | Park Hyatt Kuala Lumpur (Hotel)                                |
| 78–96   | Büros                                                          |
| 77      | Technische Etage                                               |
| 75–76   | Sky Lobby                                                      |
| 43–74   | Büros                                                          |
| 42      | Technische Etage                                               |
| 40–41   | Sky Lobby                                                      |
| 8–39    | Büros PNB Hauptquartier                                        |
| 6–7     | Technische Etage                                               |
| 5       | Einkaufszentrum und Lobby für Büros                            |
| 4       | Einkaufszentrum, Rezeption, Lobby für Büros, Lobby für Aufzüge |
| 2–3     | Einkaufszentrum und Atrium                                     |
| 1       | Eingang zu den Aufzügen und zur Aussichtsplattform             |
| B5–B1   | Tiefgarage                                                     |

## Galerie

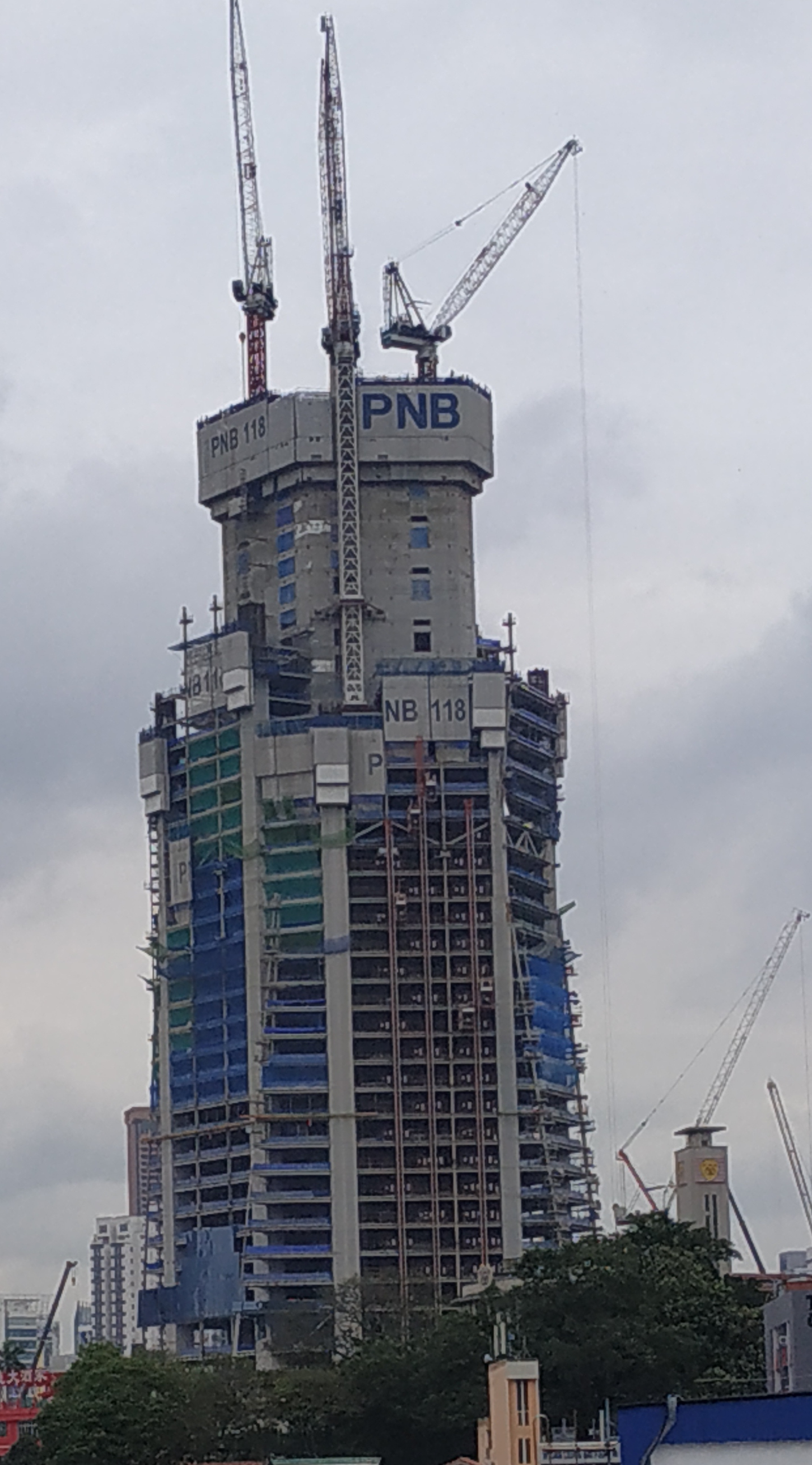
Die Baustelle im Dezember 2018
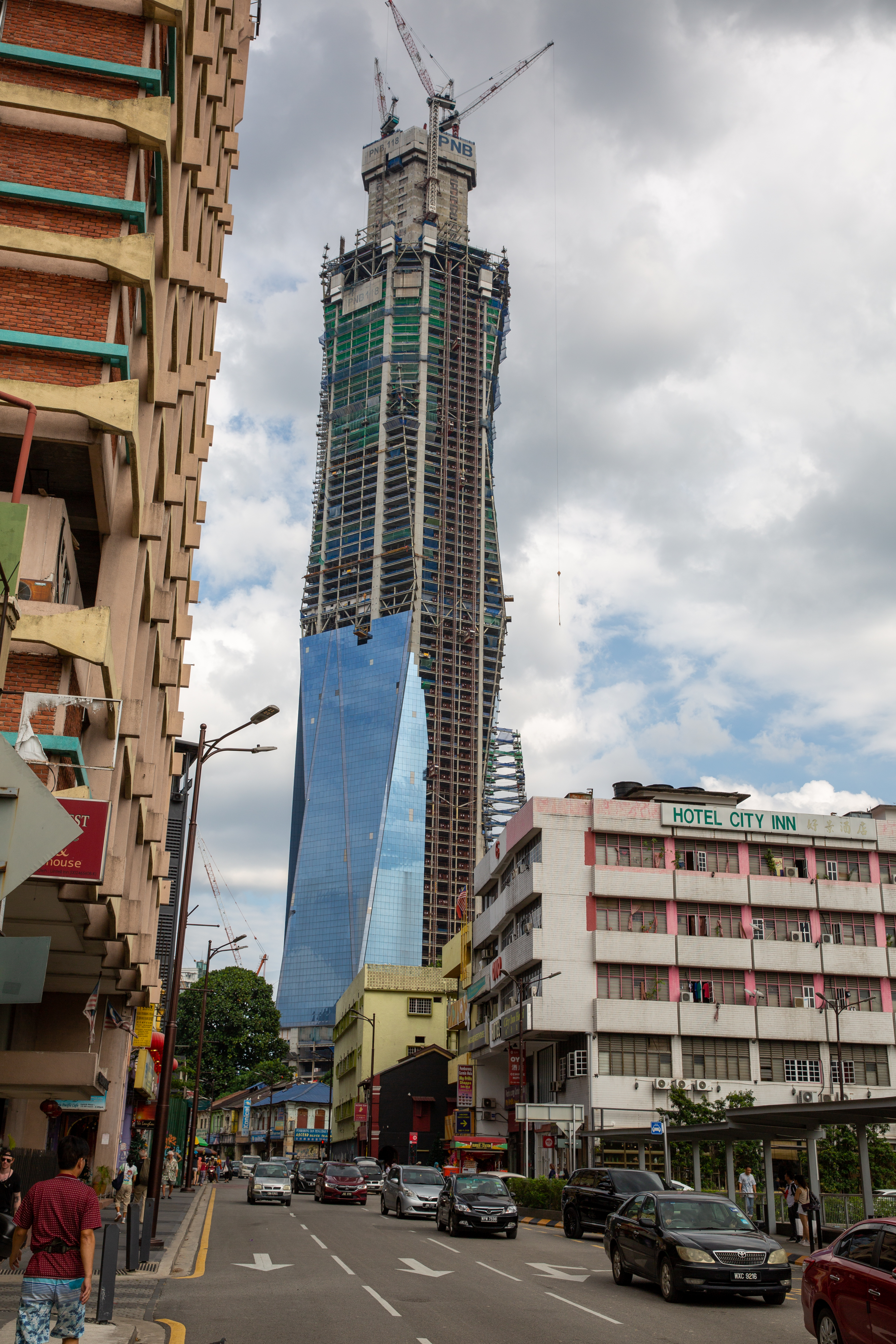
Dezember 2019
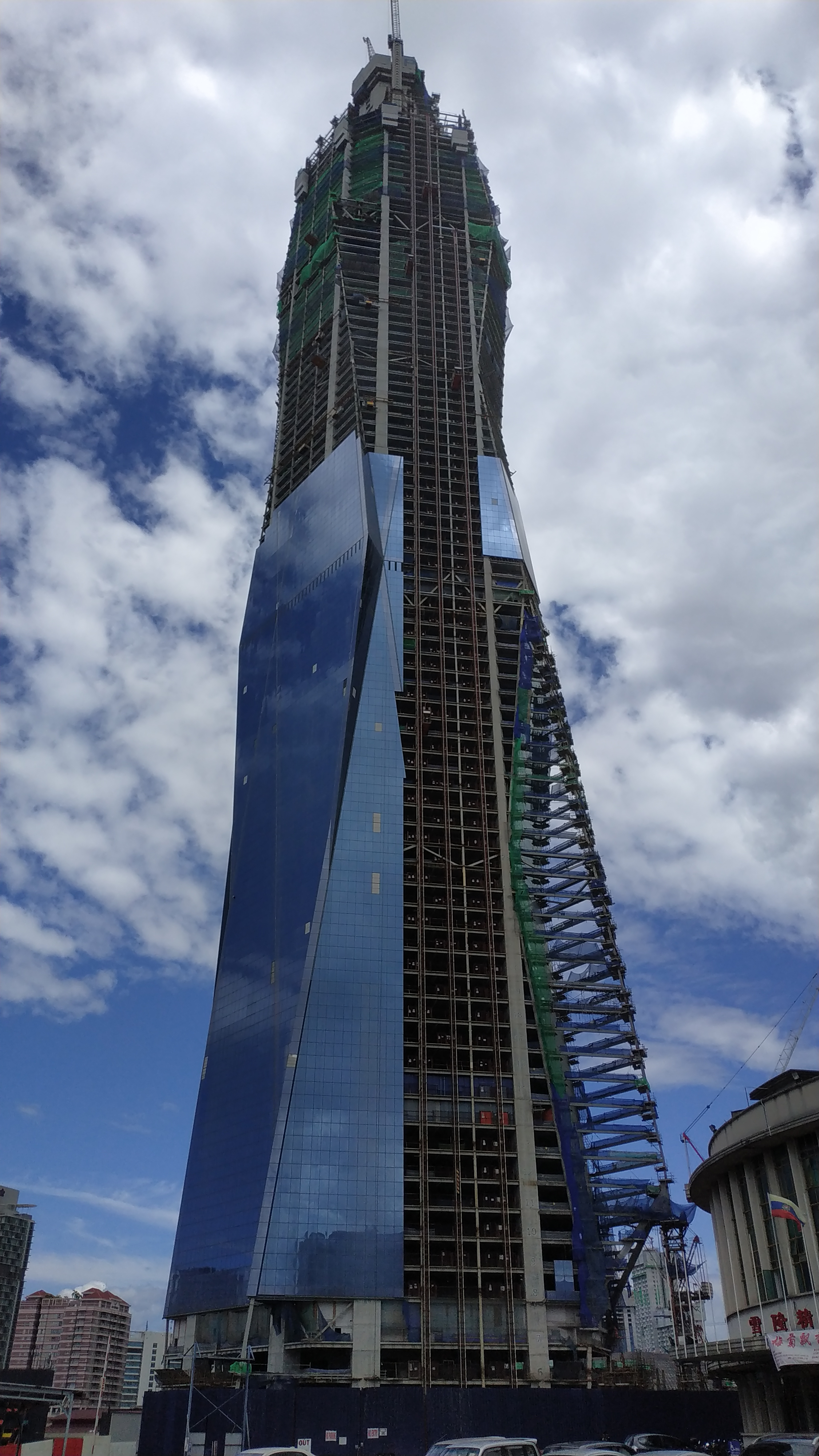
Februar 2020
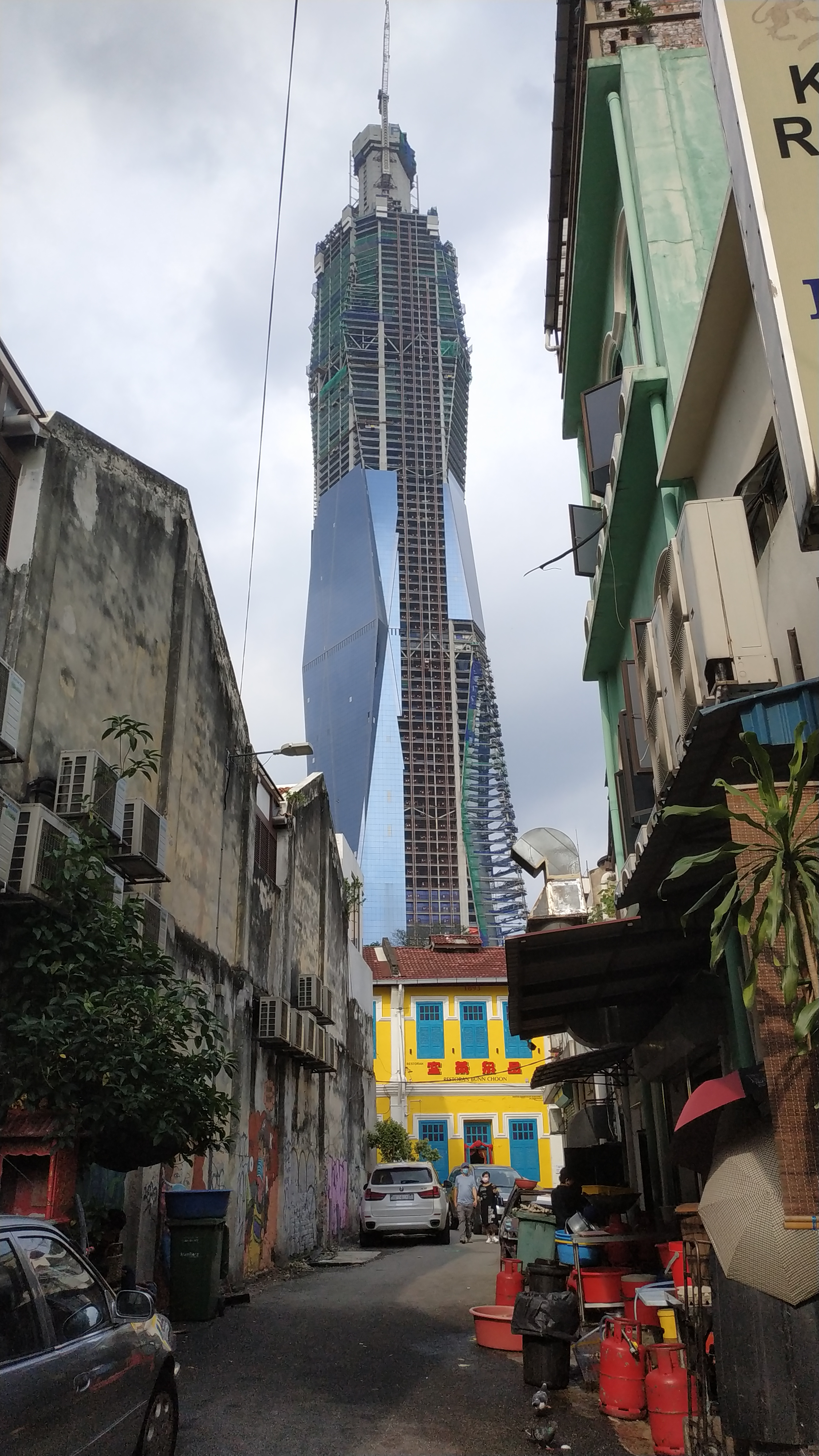
Mai 2020
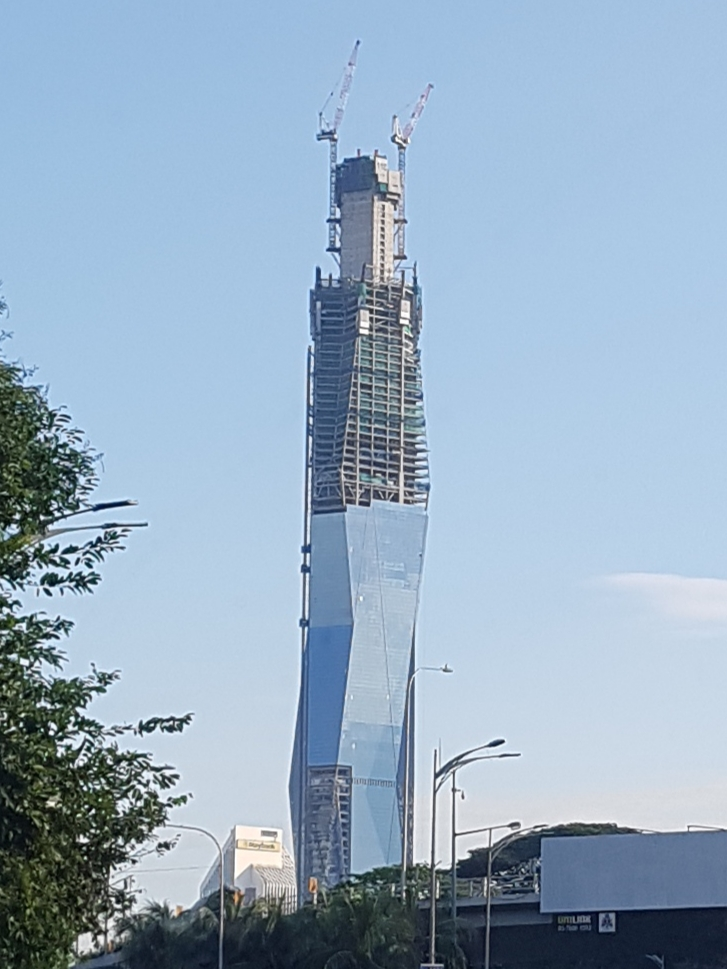
Juli 2020
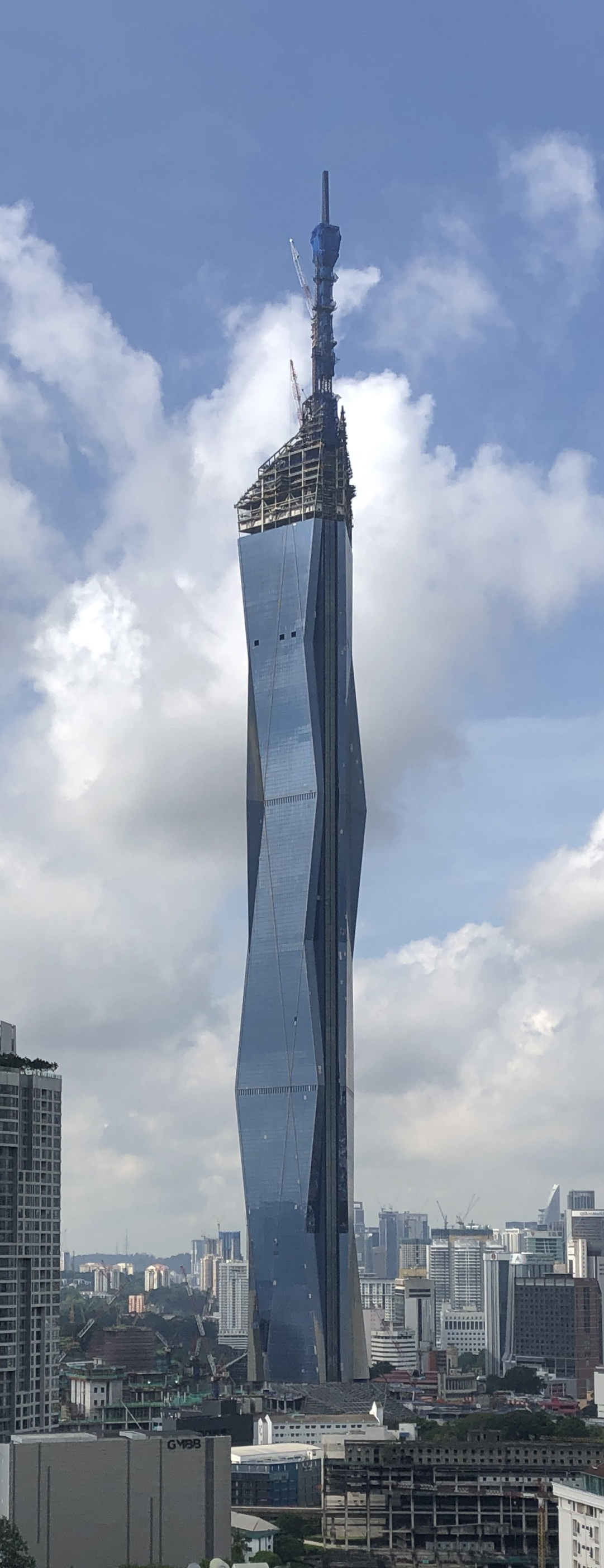
November 2021
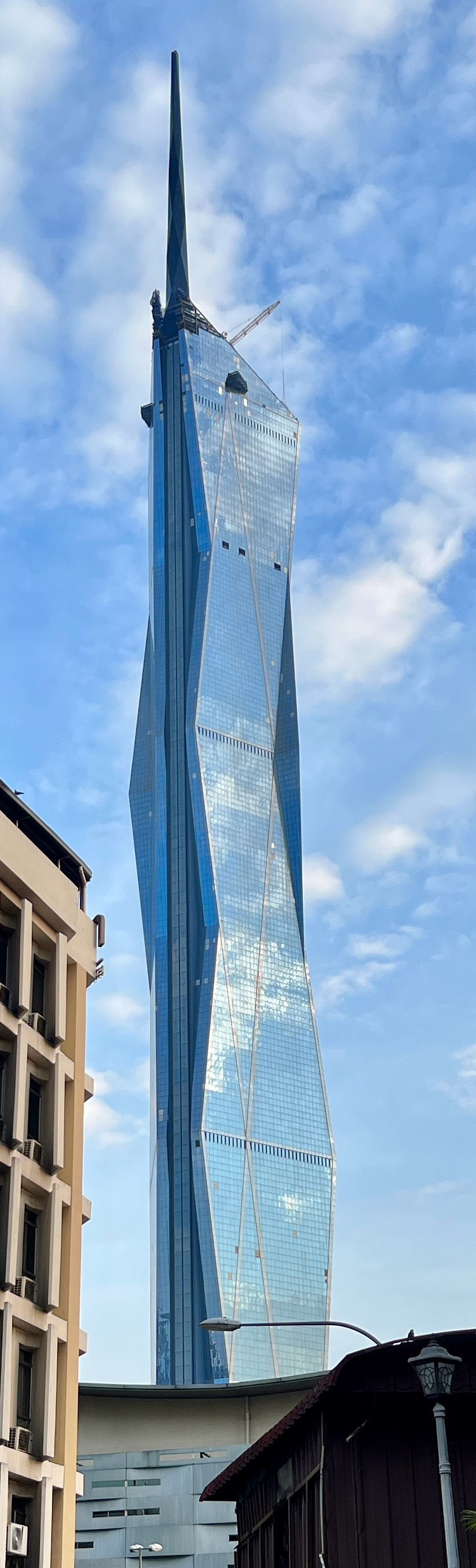
September 2022

## Ersteigung durch Rooftopper
Ab dem 18. Dezember 2022, während des Finales der Fußball-Weltmeisterschaft 2022, begannen die beiden Rooftopper Angela Nikolau und Ivan Beerkus das Gebäude zu erklettern. Nach 48 Stunden erreichten sie als bisher einzige Rooftopper die Spitze. Die Aktion ist der Höhepunkt der Netflix-Dokumentation Skywalkers: A Love Story. Alleine das Erklimmen der Spitze dauerte mehrere Stunden. Das Paar erreichte diese während des Sonnenaufgangs des zweiten Tages.